# João Duarte Lisboa Serra
João Duarte Lisboa Serra (Província do Maranhão, 31 de maio de 1818 — 16 de abril de 1855) foi um poeta, político e servidor público brasileiro.

## Família e educação
Serra era filho do comendador Francisco João Serra e de Leonor Duarte Serra. Era proveniente de uma rica e influente família maranhense. Teve seis filhos.
Estudou o primário em colégios de São Luís. Em 1834, foi morar em Portugal, onde graduou-se com bacharelado em matemática e ciências físicas e naturais pela Universidade de Coimbra.

## Carreira
Em 1842, Serra deixou sua província natal e foi morar no Rio de Janeiro, a capital do Império. Lá, trabalhou como inspetor da Tesouraria provincial do Rio de Janeiro.
Em 1847, Serra foi agraciado pelo imperador Dom Pedro II com a comenda da Imperial Ordem da Rosa, com o grau de oficial.
Em 1848, Serra foi designado pelo imperador para o cargo de presidente da província da Bahia, mas exerceu as funções durante poucos dias, de 11 de setembro a 12 de outubro daquele ano.
Serra foi deputado geral, representando a província do Maranhão na Câmara dos Deputados durante as sessões legislativas de 1848 e 1853 a 1855.
Em 1853, Serra se tornou o primeiro presidente do Banco do Brasil. Nesta função, redigiu o Estatuto do Banco do Brasil, em 1853. Em 1855, afastou-se do cargo, por recomendação médica, pouco antes de morrer, vitimado por nefrite albuminosa.
Serra era um conservador moderado.
Era sócio do Instituto Histórico e Geográfico Brasileiro. Como poeta, publicou diversas poesias nos periódicos literários de Portugal e do Brasil. Também colaborou com jornais de Coimbra e do Rio de Janeiro. É patrono da cadeira número 26 da Academia de Letras dos Funcionários do Banco do Brasil.